# Kenner (Louisiana)
Kenner (ursprünglich französisch: Cannes-Brûlées) ist eine Stadt im Jefferson Parish im US-amerikanischen Bundesstaat Louisiana und ein Vorort von New Orleans. Das U.S. Census Bureau hat bei der Volkszählung 2020 eine Einwohnerzahl von 66.448 ermittelt.

## Geschichte
1855 gründete Minor Kenner die Stadt auf der Fläche dreier Plantagen, die seine Familie erworben hatte. Zu diesem Zeitpunkt befand sich nördlich des heutigen Airline Highway lediglich Sumpfland.
Von 1915 bis 1931 verband eine Straßenbahn New Orleans mit Kenner. Die Stadt begann rapide zu wachsen, als man in den späten 1950er Jahren das Sumpfland trockenlegte und auffüllte. Bis 1960 wuchs die Bevölkerung auf 17.037 an. Während der 1960er Jahre entwickelte sich die Stadt, begünstigt durch den Bau der Interstate 10 und den Ausbau des Veterans Memorial Highway zum Vorort von New Orleans. Bis 1979 entwickelte sich die Stadt zur sechstgrößten des Bundesstaates. 1982 stürzte der Pan-Am-Flug 759 in ein Wohngebiet. Bei dem Unfall kamen 154 Menschen ums Leben.
Seit 1944 beheimatet Kenner den Louis Armstrong New Orleans International Airport, den Flughafen von New Orleans.

## Geografie
Kenner umfasst 39,4 km² Fläche, von der sich 0,3 km² über Wasser erstrecken. Die Stadt liegt im westlichen Teil der Metropolregion um New Orleans und wird nördlich durch den Lake Pontchartrain, südlich durch den Mississippi River begrenzt. Im Osten grenzt sie an River Ridge und Metairie, im Westen an das St. Charles Parish.
Durch Kenner verläuft die Interstate 10 und parallel dazu der U.S. Highway 61, der entlang des gesamten Mississippi führt.

## Kultur und Sehenswürdigkeiten
Im historischen Stadtteil Rivertown entlang der ehemaligen Hauptstraße Kenners finden sich das Rivertown Repertory Theatre, der Kenner's Heritage Park, das Kenner's planetarium & science museum sowie viele Geschäfte und Einkehrmöglichkeiten.
In Kenner befindet sich mit dem Pontchartrain Center das zweitgrößte Konferenzzentrum der Metropolregion New Orleans und mit dem Ochsner Medical Center eines der größten Krankenhäuser. Mit dem Treasure Chest Casino beherbergt die Stadt das einzige Casino im Östlichen Teil des Parishs.

## Bildung
Kenner besitzt eine Highschool, mehrere Elementary Schools, eine Middle School und diverse Privatschulen. Viele Schüler besuchen Schulen in der Umgebung.

## Bekannte Bewohner
- Henry Gray (1925–2020), Blues-Pianist
- Lloyd Price (1933–2021), Rock-’n’-Roll-Musiker der 1950er und 1960er Jahre
- Donna Lease Brazile (* 1959), Autorin und politische Analystin